# Talihina
Talihina és un poble dels Estats Units a l'estat d'Oklahoma. Segons el cens del 2000 tenia 1.211 habitants.

## Demografia
Segons el cens del 2000, Talihina tenia 1.211 habitants, 463 habitatges, i 292 famílies. La densitat de població era de 556,6 habitants per km².
Dels 463 habitatges en un 30,5% hi vivien nens de menys de 18 anys, en un 40,8% hi vivien parelles casades, en un 16% dones solteres, i en un 36,9% no eren unitats familiars. En el 33,3% dels habitatges hi vivien persones soles el 17,7% de les quals corresponia a persones de 65 anys o més que vivien soles. El nombre mitjà de persones vivint en cada habitatge era de 2,5 i el nombre mitjà de persones que vivien en cada família era de 3,21.
Per edats la població es repartia de la següent manera: un 29,4% tenia menys de 18 anys, un 8,1% entre 18 i 24, un 22% entre 25 i 44, un 20,4% de 45 a 60 i un 20,1% 65 anys o més.
L'edat mediana era de 38 anys. Per cada 100 dones de 18 o més anys hi havia 83,5 homes.
La renda mediana per habitatge era de 20.875 $ i la renda mediana per família de 25.761 $. Els homes tenien una renda mediana de 19.688 $ mentre que les dones 17.216 $. La renda per capita de la població era de 10.405 $. Entorn del 23,7% de les famílies i el 29,2% de la població estaven per davall del llindar de pobresa.

## Poblacions més properes
El següent diagrama mostra les poblacions més properes.